# Virginia Ceirano
Virginia Nélida Ceirano (Avellaneda, 4 de septiembre de 1954 -La Plata, 16 de enero de 2012) fue una investigadora, antropóloga, autora y docente argentina. 
Especializada en Ciencias Sociales, en el área de Antropología Social. Es reconocida por sus aportes metodológicos al trabajo social desde la mirada antropológica y por su labor como docente universitaria. Fue directora de la Escuela Superior de Trabajo Social (desde el 2005, Facultad de Trabajo Social) de la Universidad Nacional de La Plata entre 2000 y 2003.

## Trayectoria
Virginia Ceirano cursó el nivel secundario de educación en el Liceo Víctor Mercante de la Universidad Nacional de La Plata. En 1978 se graduó en la misma universidad como Licenciada en Antropología, en la orientación Social.  Posteriormente se inscribió en el doctorado en Ciencias Naturales (especialidad Antropología). El tema de estudio elegido para obtener el título doctoral era "Los Mundos Semióticos Posibles en la Construcción del Concepto: Pobreza. Estudio de caso: su co-construcción en la relación asistente-asistido". Llevó adelante las investigaciones para la tesis mediante una beca otorgada por el CONICET, bajo la dirección de Héctor Blas Lahitte y Juan Magariños de Morentín, aunque no concluyó ese tramo de formación. En 1982 obtuvo el grado de Especialista en Lingüística y Semiología. Desde 1984 se desempeñó en el cargo de profesora universitaria, como titular de la cátedra Antropología Social I, y en 1987, de la cátedra de Orientaciones en la Teoría Antropológica. En el año  2004 fundó y dirigió el Núcleo de Estudios Socioculturales de la Facultad de Trabajo Social (NES) que con el tiempo cambió su nombre a Laboratorio de Estudios de Cultura y Sociedad (LECYS).
Dictó seminarios de Postgrado en la Escuela Superior de Trabajo Social y en la Facultad de Ciencias Naturales y Museo, dependientes de la Universidad Nacional de La Plata (UNLP) y en la Facultad de Humanidades y Ciencias Sociales de la Universidad Nacional de Misiones (UNAM); donde, además, fue profesora de la cátedra Metodología Cualitativa de la Maestría en Políticas Sociales.
A partir del año 1988 comenzó a desempeñarse en diferentes cargos institucionales en la actual Facultad de Trabajo Social de la Universidad Nacional de La Plata (UNLP): Directora de la Escuela Superior de Trabajo Social de la UNLP entre 2000 y 2003 (institución devenida en Facultad de Trabajo Social en 2005), Secretaria de Extensión entre 1997 y 1998, Presidenta de la Comisión de Enseñanza, Consejera Superior, Miembro titular de la Comisión de Posgrado, Consejera titular del Consejo Directivo (en distintos períodos), Miembro titular de la Comisión de Investigación y Posgrado y Representante por el claustro de profesores en la Comisión de Reforma del Plan de Estudios de la Licenciatura en Trabajo Social.
Ha dirigido numerosos proyectos de investigación acreditados, orientados a temáticas de alto interés académico para la formación y el ejercicio de la Antropología, del Trabajo Social y de las Políticas Públicas, entre ellos: “Estrategias de supervivencia en el conurbano platense”; “Factores que inciden en la consolidación y continuidad de las organizaciones comunitarias”; “La construcción del concepto de ‘pobreza’. Estudio de su intertextualidad en la relación asistente-asistido”; “Modos de producción de sentidos en espacios relacionales contemporáneos”; y “Seguridad/inseguridad y violencia en la provincia de Buenos Aires. Un estudio sobre las presentaciones sociales y políticas de seguridad”.
También desempeñó un rol relevante como formadora de recursos humanos en Antropología. Cumplió funciones como directora y/o codirectora de becarios de la Universidad Nacional de La Plata, de la Comisión de Investigaciones Científicas de la Provincia de Buenos Aires (CICPBA) y de CONICET. Fue directora de la tesis doctoral de Mariana Chaves, Néstor Artiñano y Ana Sabrina Mora. 
Publicó trabajos en 34 en revistas de divulgación periódicas específicas del área, todas ellas con referato, 28 publicaciones en Actas de Congreso, 16 con referato y 12 sin referato, además de una publicación en una edición especial de CONICET.
En la década del 90, caracterizada por el advenimiento de políticas neoliberales en Argentina, Ceirano participó de la creación de la Línea de Investigación sobre Movimientos Sociales, condiciones de vida y salud frente a la nueva política neoliberal del Estado, en la Escuela Superior de Trabajo Social de la UNLP, dirigiendo los dos proyectos que integraban el área temática de "Participación y organización comunitaria en el Marco de las políticas neoliberales": Factores que influyen en la consolidación y continuidad de las organizaciones comunitarias. Estudio comparativo de dos Municipios: Berisso y Florencio Varela. ii)Movimientos reivindicatorios urbanos. Estado y cultura política: estudio de caso de una acción específica y sus efectos político-institucionales en la Argentina democrática. 

Sus principales aportes se centraron en el área de los estudios sobre equidad de género y calidad de atención. Su trabajo más citado trata sobre las representaciones sociales de la pobreza. En él, Ceirano cuestiona modo de pensar acerca del “por qué” de la pobreza proponiendo indagar en “cómo” se construyen las significaciones alrededor de la misma. De este modo visibilizaba conceptualizaciones de la pobreza asociadas con aspectos espirituales y de principios o valores: 
"la construcción de significados asociados a lo espiritual, lo material y la dignidad, mediante los cuales una persona puede ser definida como rica, porque espiritualmente está cerca de dios o es una persona digna, aunque tenga poco, materialmente hablando, o viceversa".
Otro de sus aportes está relacionado con la historia de la comunidad caboverdeana de Argentina y sus procesos de reconocimiento. Estudios que realizó en colaboración con la investigadora Marta Maffia y han sido publicados por el Consejo Latinoamericano de Ciencias Sociales (CLACSO).
Desempeñó funciones de consultoría experta y asesoría técnica en organismos internacionales como la Organización Panamericana de la Salud (OPS) y el Banco Interamericano de Desarrollo (BID).

## Reconocimientos
En 2011 Ceirano fue distinguida por su labor en Trabajo Social con el "Premio a la Labor científica, tecnológica y artística" entregado por la Universidad Nacional de la Plata. Por esta distinción, también recibió el reconocimiento especial del Consejo Directivo de la Facultad de Trabajo Social  de la UNLP.
Su temprano fallecimiento fue sentido por la comunidad educativa de la que era miembro.Parte de su biblioteca personal fue donada por sus hijas, tras su fallecimiento, a la Facultad de Trabajo Social de la UNLP, donde realizaron un homenaje.
También fue homenajeada en noviembre de 2012, en el acto de apertura de las VIII Jornadas de Investigación, Docencia y Extensión de la Facultad de Trabajo Social.Otros reconocimiento póstumos a la labor docente de Virginia Ceirano puede encontrarse en los trabajos de Soledad García Lerenay Ramiro Segura.